# 莫捷尤斯·舒马乌斯卡斯
莫捷尤斯·尤奥佐维奇·舒马乌斯卡斯（俄语：Мотеюс Юозович Шумаускас；1905年11月15日—1982年5月28日），立陶宛人，苏联党和国家领导人。曾任立陶宛共产党中央第二书记、立陶宛苏维埃社会主义共和国部长会议主席、最高苏维埃主席团主席等职务。

## 生平
- 1905年11月2日（格里历：11月15日）出生于沙俄科夫诺。1924年加入立陶宛共产党。
- 1925年-1926年，立陶宛共青团中央委员会委员。
- 1926年-1928年，立陶宛军队服役。
- 1928年-1929年，立陶宛共产党帕涅韦日斯地下区委书记。1929年因参与共产党组织被立陶宛政府通缉，逃往苏联。
- 1929年-1930年，莫斯科国际列宁学校学习。
- 1930年-1931年，立陶宛共青团中央委员会书记兼立陶宛共产党中央委员会书记。
- 1931年被捕入狱，判处有期徒刑6年。
- 1937年-1939年，印刷厂工人。
- 1939年6月再次被捕入狱。1940年6月获释。
- 1940年，立陶宛工会主席兼劳工部副部长。
- 1940年8月-1941年，立陶宛苏维埃社会主义共和国工业人民委员。
- 1941年-1947年，立陶宛苏维埃社会主义共和国人民委员会、部长会议副主席。

卫国战争期间：

1941年-1942年，奔萨乳品厂厂长。

1942年，苏联红军服役，组织立陶宛和白俄罗斯的游击战。以他为首的Zalgiris游击队是立陶宛最活跃的一支亲苏游击武装。

1943年-1944年，立陶宛共产党（布）中央委员会游击队行动组组长，上校军衔。

1944年1月-7月，立共（布）北部区委地下书记。

1944年7月-10月，维尔纽斯市市长。
- 1944年10月-1950年7月，立陶宛苏维埃社会主义共和国人民委员会、部长会议下属国家计划委员会主席。
- 1950年6月-1953年6月，立共（布）希奥利艾区委第一书记。
- 1953年6月-1954年2月，立陶宛苏维埃社会主义共和国部长会议第一副主席。
- 1954年2月-1956年1月，立共中央第二书记。
- 1956年1月-1967年4月，立陶宛苏维埃社会主义共和国部长会议主席。
- 1967年4月-1975年12月，立陶宛苏维埃社会主义共和国最高苏维埃主席团主席。
- 1976年起退休，享受联邦养老金待遇。
- 1982年5月28日于维尔纽斯逝世，享年76岁。葬于安塔卡尔尼斯公墓。

舒马乌斯卡斯是苏共19-24大代表；第20-24届中央候补委员；第2-9届苏联最高苏维埃联盟院代表，第1-8届立陶宛苏维埃社会主义共和国最高苏维埃代表。

## 荣誉
- 社会主义劳动英雄称号（1975）
- 六次列宁勋章（1944,1950,1958,1965,1971,1975）
- 十月革命勋章（1973）
- 一级卫国战争勋章（1947）
- 劳动红旗勋章（1955）
- 劳动英勇奖章（1959）
- 一级卫国战争游击队员奖章（1945）[2]